# Liste des princes de Hrodna
Voici la liste des princes de Hrodna, une des principautés slaves de l'Est au Moyen Âge, en Biélorussie actuelle.

## Princes de Hrodna
- 1113-1142 : Vsevolod de Hrodna, fils du prince Davyd de Volhynie
- 1142-1169 : Boris de Hrodna, fils de Vsevolod
- 1159-1165 : Volodar de Minsk, fils du prince Gleb de Minsk
- 1169-1172 : Gleb de Hrodna, fils de Vsevolod
- 1172-1183 : Mstislav de Hrodna, fils de Vsevolod
- Autour de 1185 : Izyaslav de Hrodna, fils du prince Vasilko de Polotzk